# Ted Hughes
Edward James Hughes, mais conhecido como Ted Hughes (West Yorkshire, 17 de agosto de 1930 - Londres, 28 de outubro de 1998) foi um poeta e escritor de livros infantis britânico, comummente considerado pela crítica como um dos melhores poetas de sua geração. Foi casado e teve dois filhos com a romancista e poetisa Sylvia Plath.

## Trabalho
Corvo Mais Negro que Nunca

Quando Deus, desgostoso com o homem,

Virou-se para o céu,

E o homem, desgostoso com Deus,

Virou-se para Eva,

As coisas pareciam desmoronar.

Mas Corvo Corvo

Corvo pregou-as juntas,

Pregando o céu e a terra juntos—

Então o homem chorou, mas com a voz de Deus.

E Deus sangrou, mas com o sangue do homem.

Então o céu e a terra rangeram na junta

Que ficou gangrenada e fedeu—

Um horror além da redenção.

A agonia não diminuiu.

O homem não podia ser homem nem Deus Deus.

A agonia

Cresceu.

Corvo

Sorriu

Gritando: "Esta é a minha Criação,"

Voando a bandeira negra de si mesmo.

Corvo: Da Vida e Canções do Corvo, 1970
O primeiro livro de Hughes, O Falcão na Chuva (1957), atraiu considerável aclamação crítica. Em 1959, ele ganhou o prêmio Galbraith, que rendeu US$ 5 000. Sua obra mais significativa é talvez Corvo (1970), que, embora amplamente elogiada, também dividiu os críticos, combinando uma visão apocalíptica, amarga, cínica e surreal do universo com versos que às vezes pareciam simples e infantis. Corvo foi editado várias vezes ao longo da carreira de Hughes. Dentro desse opus, ele criou uma cosmologia do Corvo totêmico, que era simultaneamente Deus, a Natureza e o alter ego de Hughes. A publicação de Corvo moldou a carreira poética de Hughes como distinta de outras formas de poesia da natureza inglesa.
Em uma entrevista de 1971 à London Magazine, Hughes citou como suas principais influências Blake, Donne, Hopkins e Eliot. Ele mencionou também Schopenhauer, o livro A Deusa Branca de Robert Graves e O Livro Tibetano dos Mortos.
Hughes trabalhou por 10 anos em um poema em prosa, "Gaudete", que ele esperava ver transformado em filme. Ele conta a história do vigário de uma vila inglesa que é levado por espíritos elementais e substituído na vila por seu duplo enantiodrômico, um changeling, feito de um tronco, que no entanto tem as mesmas memórias do vigário original. O duplo é uma força da natureza que organiza as mulheres da vila em um "covil do amor" para que ele possa gerar um novo messias. Quando os homens da comunidade descobrem o que está acontecendo, eles o assassinam. O epílogo consiste em uma série de letras faladas pelo sacerdote restaurado em louvor a uma deusa da natureza, inspirada em A Deusa Branca de Robert Graves. Foi publicado em 1977. Hughes estava muito interessado na relação entre sua poesia e as artes do livro, e muitos de seus livros foram produzidos por editoras notáveis e em edições colaborativas com artistas, por exemplo, com Leonard Baskin.
Além de sua própria poesia, Hughes escreveu várias traduções de peças europeias, principalmente clássicas. Seu Contos de Ovídio (1997) contém uma seleção de traduções em verso livre de Metamorfoses de Ovídio. Ele também escreveu poesia e prosa para crianças, um de seus livros mais bem-sucedidos sendo O Homem de Ferro, escrito para confortar seus filhos após o suicídio de sua mãe, Sylvia Plath. Mais tarde, ele se tornou a base do musical The Iron Man de Pete Townshend em 1989 e do filme animado de 1999 The Iron Giant, este último dedicado à sua memória.
Hughes foi nomeado Poeta Laureado em 1984, após a morte de John Betjeman. Mais tarde, soube-se que Hughes foi a segunda escolha para o cargo. Philip Larkin, o candidato preferido, havia recusado devido a problemas de saúde e perda de impulso criativo, morrendo um ano depois. Hughes ocupou essa posição até sua morte em 1998. Em 1992, Hughes publicou Shakespeare e a Deusa do Ser Completo, uma obra monumental inspirada em A Deusa Branca de Graves. O livro, considerado a principal obra em prosa de Hughes, teve uma recepção mista, "dividida entre aqueles que o consideraram uma apreciação importante e original da obra completa de Shakespeare, enquanto outros o descartaram como uma apreciação longa e idiossincrática de Shakespeare refratada pelo sistema de crenças pessoais de Hughes". O próprio Hughes sugeriu mais tarde que o tempo gasto escrevendo prosa foi diretamente responsável por um declínio em sua saúde. Também em 1992, Hughes publicou Rain Charm for the Duchy, reunindo pela primeira vez seus trabalhos como Laureado, incluindo poemas que celebram ocasiões reais importantes. O livro também continha uma seção de notas que lançavam luz sobre o contexto e o gênese de cada poema.
Em 1998, seu Contos de Ovídio ganhou o prêmio Whitbread Book of the Year. Em Cartas de Aniversário, sua última coleção, Hughes quebrou seu silêncio sobre Plath, detalhando aspectos de sua vida juntos e seu próprio comportamento na época. O livro, cuja arte da capa foi feita por sua filha Frieda, ganhou o Whitbread Prize de poesia em 1999.
A coletânea definitiva de Hughes, Collected Poems (Faber & Faber), com 1.333 páginas, foi publicada (postumamente) em 2003. Um poema descoberto em outubro de 2010, "Última carta", descreve o que aconteceu durante os três dias que antecederam o suicídio de Plath. Foi publicado no New Statesman no Dia Nacional da Poesia, em outubro de 2010. A Poeta Laureada Carol Ann Duffy disse ao Channel 4 News que o poema era "o poema mais sombrio que ele já escreveu" e disse que, para ela, era "quase insuportável de ler".
Em 2011, várias cartas inéditas de Hughes para Craig Raine foram publicadas na revista literária Areté. Elas se relacionam principalmente ao processo de edição de Shakespeare e a Deusa do Ser Completo e também contêm uma sequência de rascunhos de cartas nas quais Raine tenta explicar a Hughes sua relutância em publicar o poema de Hughes The Cast em uma antologia que ele estava editando, com o argumento de que isso poderia abrir Hughes a mais ataques sobre o assunto de Sylvia Plath. "Querido Ted, Obrigado pelo poema. É muito interessante e causaria uma pequena sensação" (4 de abril de 1997). O poema acabou sendo publicado em Cartas de Aniversário, e Hughes faz uma referência passageira a essa então inédita coleção: "Tenho uma pilha de peças que são todas – de uma forma ou de outra – pequenas bombas para os estudiosos e sérios jogarem em mim" (5 de abril de 1997).

### Temas
Esta casa esteve longe no mar a noite toda,

As madeiras batendo na escuridão, as colinas trovejantes,

Ventos galopando os campos sob a janela

Esbarrando negro montado e cegando molhado

Até o dia nascer; então sob um céu laranja

As colinas tinham novos lugares, e o vento brandia

Luz-lâmina, negro luminoso e esmeralda,

Dobrando-se como a lente de um olho louco.

De "Vento" 
 O Falcão na Chuva, 1957
A obra poética anterior de Hughes está enraizada na natureza e, em particular, na selvageria inocente dos animais, um interesse desde tenra idade. Ele escreveu frequentemente sobre a mistura de beleza e violência no mundo natural. Os animais servem como uma metáfora para sua visão da vida: os animais vivem uma luta pela sobrevivência do mais apto da mesma forma que os humanos lutam pela ascensão e pelo sucesso. Exemplos podem ser vistos nos poemas "Hawk Roosting" e "Jaguar".
O dialeto West Riding da infância de Hughes permaneceu um elemento básico de sua poesia, seu léxico emprestando uma textura que é concreta, tersa, enfática, econômica, mas poderosa. A maneira de falar apresenta os fatos duros das coisas e afasta a autoindulgência.
O trabalho posterior de Hughes depende profundamente do mito e da tradição bárdica britânica, fortemente influenciada por uma visão modernista, junguiana e ecológica. Ele reelaborou o mito clássico e arquetípico, trabalhando com uma concepção do subconsciente sombrio.

### Tradução
Em 1965, ele fundou com Daniel Weissbort a revista Poesia Moderna em Tradução, que envolvia trazer à atenção do Ocidente o trabalho de Czesław Miłosz, que mais tarde ganharia o Prêmio Nobel de Literatura. Weissbort e Hughes foram instrumentais em trazer para o mundo anglófono a obra de muitos poetas pouco conhecidos, de países como Polônia e Hungria, então controlados pela União Soviética. Hughes escreveu uma introdução para uma tradução de Vasko Popa: Poemas Coletados, na "Série Persea de Poesia em Tradução", editada por Weissbort. que foi revisada com favor pelo principal crítico literário John Bayley, da Universidade de Oxford, no The New York Review of Books.

## Obras selecionadas

### Poesia
- 1957 — The Hawk in the Rain
- 1960 — Lupercal
- 1967 — Wodwo
- 1967 — Recklings
- 1970 — Crow
- 1977 — Gaudete
- 1979 — Moortown Diary
- 1979 — Remains of Elmet (com fotografias de Fay Godwin)
- 1983 — River
- 1986 — Flowers and Insects
- 1989 — Wolfwatching
- 1992 — Rain-charm for the Duchy
- 1994 — New Selected Poems 1957-1994
- 1997 — Tales from Ovid
- 1998 — Birthday Letters — vencedor dos prêmios Forward Poetry Prize de 1998 para melhor coletânea, T. S. Eliot Prize de 1998 e British Book of the Year de 1999.
- 2003 — Collected Poems

### Traduções
- Oresteia de Ésquilo

### Antologias editadas por Hughes
- Selected Poems of Emily Dickinson
- Selected Poems of Sylvia Plath
- Selected Verse of Shakespeare
- A Choice of Coleridge's Verse
- Édipo de Séneca (tradução)
- Spring Awakening de Wedekind (tradução)
- Bodas de Sangre de Lorca (tradução)
- Phedre de Racine (tradução)
- Alcestis de Eurípides (tradução)
- The Rattle Bag (editado com Seamus Heaney)
- The School Bag (editado com Seamus Heaney)
- By Heart: 101 Poems to Remember
- The Mays

### Prosa
- A Dancer to God
- Shakespeare and the Goddess of Complete Being
- Winter Pollen: Occasional Prose
- Difficulties of a Bridegroom
- Poetry in the Making

### Livros infantis
- How the Whale Became
- Meet my Folks!
- The Earth Owl and Other Moon-people
- Nessie the Mannerless Monster
- The Coming of the Kings
- The Iron Man
- Moon Whales
- Poetry Is
- Season Songs
- Under the North Star
- Ffangs the Vampire Bat and the Kiss of Truth
- Tales of the Early World
- The Iron Woman
- The Dreamfighter and Other Creation Tales
- Collected Animal Poems: Vols. 1-4
- The Mermaid's Purse
- The Cat and the Cuckoo